# Unió Siríaca Europea
La Unio Siríaca Europea és una organització d'entitats siríaques o aramees a Europa, que juntament amb la Unió Siríaca Americana (Associació Aramea Americana) Aconforma l'Aliança Universal Siríaca. Es va constituir a Brussel·les en un congrés el 14-15 de maig de 2004, al que van assistir 242 delegats, individuals o representant a les següents organitzacions:
- Syrianska-Assyriska Riksförbundet i Sverige (Suècia)
- Renyo Hiro Magazine (Suècia)
- Unió d'Associacions Siríaques a Suïssa
- Unió d'Associacions Assíries-Siríaques a Alemanya
- Buró d'Informació de Bethnahrin als Països Baixos
- Institut Mesopotàmic de Brussel·les
- Centre Cultural del Poble de Mesopotàmia a Bèlgica
- Club de Cultura Assiíria-Siríaca de Viena, Àustria
- Unió Assiria-Caldea-Siríaca (ACSU)
  - Partit de la Llibertat de Beth-Nahrain
  - Unió Patriòtica de Bethnarin (abans Organització Patriòtica Revolucionaria de Beth-Nahrin)
- Unió de Dones Lliures de Bethnahrin (HNHB)
- Unió de Joves de Bethnahrin (HCB)

Com a president fou elegit Iskender Alptekin. Sembla que era propera al Partit de la Llibertat de Beth-Nahrain, després Consell Nacional de Beth-Nahrin. Controla la televisió per satel·lit Suroyo TV.